# حقل أبتيمور النفطي
حقل أبتيمور النفطي (بالفارسية: میدان نفتی آب تیمور) هو حقل نفط إيراني يقع في محافظة خوزستان على بُعد 25 كم من غرب مدينة الأهواز. اكتُشف في سنة 1967 وبدأ بالإنتاج في سنة 1991. ينتج الحقل حوالي 48.000 برميل يوميًا، وقُدِّرت احتياطياته النفطية نحو 12.2 مليار برميل. الحقل مملوك للشركة الوطنية الإيرانية للنفط (NIOC) وتديره الشركة الوطنية الإيرانية لنفط الجنوب (NISOC).